# Шефилд
Вижте пояснителната страница за други значения на Шефилд.
Шефилд (на английски: Sheffield, произнася се Шѐфийлд) е град в Северна Англия, чиято история се простира поне до Бронзовата епоха. Население 525 800 жители (2006).
Това е най-големият град в графство Южен Йоркшър. Разположен е на река Дон.
Градът става световноизвестен с развитието на стоманената индустрия и особено с производството на висококачествени ножарски изделия. Изразът „шефилдска стомана“ става нарицателен. Същевременно викторианският Шефилд с неговите димящи фабрики е синоним на ексцесите на промишленото развитие. През Втората световна война градът е обект на жестоки бомбардировки, при което голяма част е разрушена.
След войната стоманената индустрия силно запада, като в периода след 1960-те години състоянието на разруха е почти неконтролируемо. Процесите на съживяване започват от 1980-те години, като постепенното икономическо и културно обновление намира израз в трансформирането на централните градски части, където се реализират оригинални архитектурни проекти с разнообразен предмет – от градини и паркове до галерии.
Шефилд е катедрален град, макар че неговата катедрала отстъпва и по архитектурни качества, и особено по размери на редица други катедрални храмове (напр. в Кентърбъри, Йорк, Линкълн, Уинчестър, Солсбъри и др.) Шефилдската катедрала „Сейнт Питър и Сейнт Пол“ е от XV век и е многократно реконструирана, като включва и твърде съвременна част. Университетът на Шефилд е основан през 1905 г.

## Спорт
Двата футболни отбора на града ФК Шефилд Уензди и ФК Шефилд Юнайтед са твърде популярни, особено в близкото минало. „Уензди“ е основан през 1867 г. и е бил 4 пъти шампион на Англия (1903, 1904, 1929, 1930), а „Юнайтед“ е основан през 1889 г. и е бил веднъж шампион на Англия (1898). През сезон 2005 – 2006 „Юнайтед“ получи промоция да се състезава в първия ешелон на английския футбол Премиършип, завършвайки на второ място в Чемпиъншип.
Град Шефилд е и домакин на ежегодното световно първенство по снукър за професионалисти.

## Известни личности
Родени в Шефилд
- Шон Бийн (р. 1959), актьор
- Малкълм Бредбъри (1932 – 2000), писател
- Саймън Джонсън (р. 1963), икономист
- Джо Кокър (1944 – 2014), музикант
- Нийл Мелър (р. 1982), футболист
- Алекс Търнър (р. 1986), музикант
- Доминик Уест (р. 1969), актьор

## Побратимени градове
- Бохум, Германия[1]
- Донецк, Украйна
- Китуе, Замбия